# Marcus Müller der Ältere
Marcus Müller der Ältere (* err. 1494; † 21. März 1571 in Aschersleben) war Ratsherr, Bürgermeister und Unternehmer in der Region Aschersleben und Quedlinburg.

## Herkunft
Marcus Müller (auch Marcus (Marx) Müller), genannt der Ältere, stammte aus dem 1115 erstmals erwähnten Patriziergeschlecht Müller in Aschersleben. Sein Vater war der Bürgermeister Balthasar Müller (* ca. 1460; † ca. 1519), der 1491 die Lehnsfolge beim Bischof von Halberstadt nach dem Tode seines Vaters fortführte, und seine Mutter war Katharina Klump (Knape ?), die erst nach 1519 verstarb.

## Leben
Müller studierte um 1510 in Leipzig. 1519 wurde er vom Halberstädter Erzbischof Albrecht mit dem drittehalben Hufen Landes seines verstorbenen Vaters Balthasar Müller belehnt. Ab 1525 war er Ratsherr in Aschersleben und an der Erarbeitung eines Vertrags mit dem Fürstenhaus Anhalt über den Status von Aschersleben beteiligt. Im Türkensteuerregister von 1531 versteuerte er bereits ein gewaltiges Vermögen und erwies sich als der reichste Bürger Ascherslebens.
Im gleichen Jahr wurde er erster Bürgermeister des neu organisierten Ewigen Rates (auch Rat der Dreißig) der Stadt und erfüllte dieses Amt, im dreijährigen Wechsel mit den zwei anderen Kollegen, bis 1570.
1537 war er als Bergwerksunternehmer (zunächst Pächter) der Salpeterhütte Quedlinburg in der lukrativen Herstellung von Schießpulver tätig. Am 24. März 1540 wurde er von Graf Ulrich von Regenstein mit dem halben Zehnten zu Klein-Wilsleben belehnt. 1540 gab er seinem Schwager Albrecht Schreiber (Bürger in Wernigerode, dann Goslar) Vollmacht, ihn in Erbsachen seines Schwiegervaters zu vertreten und die Eisenhütte Lüdershof an Graf Wolfgang von Stolberg zu verkaufen. Durch Lehnsempfang seitens Gebhard von Hoym 1552, Christoph von Hoym 1560, Kauf eines Pulverhofs 1559, Belehnung mit diversen Erbzinsgütern 1561 (unter anderem Stammersches Gut in Westdorf) und weitere Pfandübernahmen und Geschäfte konnte Müller seinen Reichtum stetig vermehren.
Jedoch war er auch als Mäzen und Gönner engagiert, wandelte am 12. Juli 1563 die von seinem Vater gestiftete Commende in ein Stipendium um, nach dem 25 Gulden jährlich für fünf Jahre einer seiner eigenen männlichen 18jährigen und tüchtigen Nachkommen, einer seiner Schwertmagen oder ein armer Knabe als Unterstützung zum Studium erhalten sollte. Zudem galt Müller als eifriger Förderer der Reformation und der Künste im Harzvorland.

## Familie
Er heiratete ca. 1515/1525 zu Aschersleben die Anna Margaretha Schreiber (* in Halberstadt; † 1548 in Aschersleben), Tochter des Heinrich, eigentlich Snak gen. Brunsrode gen. Schreiber (* ca. 1445 in Halberstadt; † nach 31. Mai 1532/1533 ebd.), Bürgermeister von Halberstadt und Vorsteher der dortigen Kramer- und Gewandschneidergilde, der 1515 die Eisenhütte Lüdershof bei Elbingerode mit Befestigungsrecht durch Kauf erworben hatte.
Aus der Ehe entsprangen mehrere Nachkommen, darunter:
- Balthasar Müller (* ca. 1525 Aschersleben; † 7. März 1585 ebd.) Bürgermeister ebd. 1583, Urgroßvater des Ascanius Pflaume sowie über seine Tochter Magdalena Müller (* 1549) Vorfahr des August Neidhardt von Gneisenau
- Johannes Müller (* um 1536 Aschersleben; † 19. April 1580 Quedlinburg (St. Benedikt.)), wohnte ebd. im früheren Ohmschen Hause, Steinbrücke Nr. 444, später 507, Ratskämmerer ebd.; ⚭ 1557 Judith von Brömbse aus Lübeck; zwei Söhne
  - Johannes Müller (* 1565 Quedlinburg; † 24. Dezember 1630 ebd.) Dr. jur., Ratssyndikus auf der Breitenstraße ebd.; ⚭ (II) Salome Heidemann († nach 18. Dezember 1633 ebd.)
    - Rebecca Müller; ⚭ Quedlinburg 16. Oktober 1614 Diedrich Heidfeld (* 8. Januar 1585 ebd.; † 1. April 1636 ebd.)[3]
- Hans Müller († vor 1531 Aschersleben), wegen beschädigtem Arm nicht Bürgermeister, Vorfahr des Adrian Müller, Gottfried Müller, des Gottfried Adrian Müller, des Johann Georg Heinrich Salmuth, der Freiherren von Salmuth und des Albrecht von Roon.